# فهرست فیلم‌های ایرانی سال ۱۳۸۳
فهرست فیلم‌های ایرانی سال ۱۳۸۳

## فهرست
| عنوان                          | کارگردان            | نویسنده                                       | بازیگران |
| ------------------------------ | ------------------- | --------------------------------------------- | --- |
| ۱۰ روی ده                      | عباس کیارستمی       | عباس کیارستمی                                 | |
| آلبوم                          |                     |                                               | |
| ازدواج به سبک ایرانی           | حسن فتحی            |                                               | داریوش ارجمند، محمدرضا شریفی‌نیا، شیلا خداداد                                                                                               |
| ازدواج صورتی                   |                     |                                               | خسرو شکیبایی |
| انتخاب                         | تورج منصوری         |                                               | |
| بازنده                         | قاسم جعفری          |                                               | |
| بازی                           | غلامرضا رمضانی      |                                               | |
| باغ‌های کندلوس                  | ایرج کریمی          | ایرج کریمی                                    | محمدرضا فروتن |
| بشارت منجی                     | نادر طالب‌زاده       |                                               | |
| بید مجنون                      | مجید مجیدی          | مجید مجیدی                                    | پرویز پرستویی |
| بیدار شو آرزو                  | کیانوش عیاری        | کیانوش عیاری                                  | بهناز جعفری |
| بیست انگشت                     | مانیا اکبری         |                                               | بیژن دانشمند، مانیا اکبری |
| پرونده هاوانا                  | علیرضا رئیسیان      |                                               | نیکی کریمی |
| پشت پرده مه                    |                     |                                               | |
| پل سیزدهم                      | فرهاد قریب          |                                               | جمشید مشایخی |
| پیشنهاد ۵۰ میلیونی             | مهدی صباغ‌زاده       | اصغر عبداللهی                                 | |
| پیک‌نیک در میدان جنگ            |                     |                                               | علی صادقی |
| تردست                          | محمدعلی سجادی       | محمدعلی سجادی                                 | شهرام حقیقت‌دوست، گوهر خیراندیش، نیوشا ضیغمی، امیر جعفری، سیروس ابراهیم‌زاده                                                                 |
| تنهام نگذار                    |                     |                                               | |
| تنهایی باد                     | وحید موسائیان       |                                               | |
| جایی برای زندگی                | محمد بزرگ‌نیا        | محمد بزرگ‌نیا                                  | |
| جداافتاده                      | داوود موثقی         | داوود موثقی                                   | فقیهه سلطانی |
| جزیره آهنی                     | محمد رسول‌اف         |                                               | علی نصیریان |
| جنگ کودکانه                    | ابوالقاسم طالبی     | ابوالقاسم طالبی                               | |
| چند کیلو خرما برای مراسم تدفین | سامان سالور         | سامان سالور                                   | محسن تنابنده، محسن نامجو |
| حیات                           | غلامرضا رمضانی      |                                               | |
| خوابگاه دختران                 | محمدحسین لطیفی      | ایرج طهماسب                                   | |
| خیلی دور، خیلی نزدیک           | رضا میرکریمی        |                                               | مسعود رایگان |
| دربه‌درها                       | امیرحسین صدیق       | هنگامه مفید                                   | |
| دف                             | بهمن قبادی          |                                               | |
| دیشب باباتو دیدم آیدا          | رسول صدرعاملی       | کامبوزیا پرتوی، رسول صدرعاملی، مرجان شیرمحمدی | |
| رازها                          | محمدرضا اعلامی      | محمدرضا اعلامی                                | امین تارخ |
| رستگاری در هشت و بیست دقیقه    | سیروس الوند         | محمدهادی کریمی                                | |
| روزی که حسنی مرد شد            |                     |                                               | |
| زخم زیتون                      | محمدرضا آهنج        |                                               | |
| زن زیادی                       | تهمینه میلانی       | تهمینه میلانی                                 | |
| سالاد فصل                      | فریدون جیرانی       | فریدون جیرانی، خسرو شکیبایی                   | |
| سرود تولد                      | علی قوی‌تن           |                                               | امین حیایی، ثریا قاسمی |
| شاخه گلی برای عروس             | قدرت‌الله صلح‌میرزایی | قدرت‌الله صلح‌میرزایی                           | |
| شارلاتان                       | آرش معیریان         |                                               | امین حیایی |
| شبانه                          | امید بنکدار         |                                               | هدیه تهرانی |
| شوریده                         | محمدعلی سجادی       | محمدعلی سجادی                                 | لاله اسکندری |
| صحنه‌های خارجی                  |                     |                                               | |
| طبل بزرگ زیر پای چپ            | کاظم معصومی         | کاظم معصومی                                   | |
| عروس فراری                     | بهرام کاظمی         |                                               | امین حیایی |
| عروسی حسین                     | رهبر قنبری          |                                               | حسین خانی |
| غاز وحشی                       |                     |                                               | |
| غروب شد بیا                    | انسیه شاه‌حسینی      |                                               | لادن مستوفی |
| فرزند صبح                      | بهروز افخمی         |                                               | عبدالرضا اکبری، هدیه تهرانی، آتیلا پسیانی، محمدرضا شریفی‌نیا، الیکا عبدالرزاقی                                                              |
| فقر و فحشا                     | مسعود ده‌نمکی        |                                               | |
| کافه ترانزیت                   | کامبوزیا پرتوی      | کامبوزیا پرتوی                                | پرویز پرستویی، فرشته صدرعرفایی |
| کافه ستاره                     | سامان مقدم          | پیمان معادی                                   | |
| کوچولوی خوش‌شانس                | بابک نوری           |                                               | عاطفه نوری |
| کوچه‌های باریک                  |                     |                                               | |
| گرداب                          | حسن هدایت           | حسن هدایت                                     | |
| گل یخ                          | کیومرث پوراحمد      | کیومرث پوراحمد                                | محمدرضا گلزار، الناز شاکردوست، ویشکا آسایش، گوهر خیراندیش، عبدالعلی همایون                                                                 |
| گیلانه                         | رخشان بنی‌اعتماد     |                                               | فاطمه معتمدآریا، بهرام رادان، باران کوثری، ژاله صامتی، شاهرخ فروتنیان                                                                      |
| لاک‌پشت‌ها هم پرواز می‌کنند       | بهمن قبادی          | بهمن قبادی                                    | |
| ما همه خوبیم                   | بیژن میرباقری       |                                               | |
| ماجراهای اینترنتی              | حسین قناعت          | حسین قناعت                                    | بهاره رهنما |
| مارمولک                        | کمال تبریزی         | پیمان قاسم‌خانی                                | پرویز پرستویی، بهرام ابراهیمی، رعنا آزادی‌ور، نقی سیف‌جمالی، سهیلا رضوی، حسین سلیمانی، سیروس همتی، شاهرخ فروتنیان، مائده طهماسبی، مهران رجبی |
| ماهی‌ها عاشق می‌شوند             | علی رفیعی           | علی رفیعی                                     | رضا کیانیان |
| متل قو ساعت ۲۴                 | سیاوش اسعدی         |                                               | |
| مجردها                         | اصغر هاشمی          |                                               | |
| محفل ایکس                      | حبیب کاووش          |                                               | |
| مرثیه برف                      | جمیل رستمی          |                                               | |
| مرزی برای زندگی                |                     |                                               | |
| مکس                            | سامان مقدم          | پیمان قاسم‌خانی                                | فرهاد آئیش |
| من بن لادن نیستم               | احمد طالبی‌نژاد      |                                               | |
| مواجهه                         | سعید ابراهیمی‌فر     |                                               | |
| مهمان مامان                    | داریوش مهرجویی      |                                               | گلاب آدینه، امین حیایی، پارسا پیروزفر |
| نقاب                           | کاظم راست‌گفتار      |                                               | |
| نگاه                           | سپیده فارسی         | سپیده فارسی                                   | |
| هشت‌پا                          | علی‌رضا داوودنژاد    |                                               | |
| یک تکه نان                     | کمال تبریزی         |                                               | اسماعیل خلج، احمد آقالو، گلاب آدینه، رضا کیانیان، هومن سیدی، مریم بوبانی، پیام دهکردی، حسین توکلی، فرزین محدث، رؤیا نونهالی                |
| یک شب                          | نیکی کریمی          | نیکی کریمی                                    | هانیه توسلی |